# Minh Xuân (phường)
Minh Xuân là một phường thuộc tỉnh Tuyên Quang, Việt Nam. Phường Minh Xuân là trung tâm hành chính của tỉnh Tuyên Quang.

## Địa lý
Phường Minh Xuân có diện tích 34,9 km², dân số năm 2025 là 72.000 người, mật độ dân số đạt 2.063 người/km².
Phường Minh Xuân có vị trí địa lý:
- Phía đông giáp phường Nông Tiến
- Phía tây giáp phường Mỹ Lâm
- Phia nam giáp phường An Tường
- Phía bắc giáp xã Yên Sơn.

## Hành chính
Phường Minh Xuân được chia thành 18 tổ dân phố: 1, 2, 3, 4, 5, 6, 7, 8, 9, 10, 11, 12, 13, 14, 15, 16, 17, 18.

## Lịch sử
Trước năm 1960, địa bàn phường Minh Xuân thuộc phố Minh Xuân và phố Xuân Hòa của thị xã Tuyên Quang.
Ngày 27 tháng 12 năm 1975, Quốc hội ban hành Nghị quyết về việc thành lập tỉnh Hà Tuyên trên cơ sở tỉnh Tuyên Quang và tỉnh Hà Giang. Khi đó, phường Minh Xuân thuộc thị xã Tuyên Quang, tỉnh Hà Tuyên.
Ngày 12 tháng 8 năm 1991, Quốc hội ban hành Nghị quyết về việc chia tỉnh Hà Tuyên thành tỉnh Tuyên Quang và tỉnh Hà Giang. Khi đó, phường Minh Xuân thuộc thị xã Tuyên Quang, tỉnh Tuyên Quang.
Ngày 2 tháng 7 năm 2010, Chính phủ ban hành Nghị quyết số 27/NQ-CP về việc thành lập thành phố Tuyên Quang thuộc tỉnh Tuyên Quang. Phường Minh Xuân trực thuộc thành phố Tuyên Quang.
Tính đến ngày 31 tháng 12 năm 2010, phường Minh Xuân có 40 tổ dân phố: 1, 2, 3, 4, 5, 6, 7, 8, 9, 10, 11, 12, 13, 14, 15, 16, 17, 18, 19, 20, 21, 22, 23, 24, 25, 26, 27, 28, 29, 30, 31, 32, 33, 34, 35, 36, 37, 38, 39, 40.
Ngày 19 tháng 3 năm 2019, HĐND tỉnh Tuyên Quang ban hành Nghị quyết số 02/NQ-HĐND về việc:
- Sáp nhập tổ dân phố 2 và tổ dân phố 4 vào tổ dân phố 1.
- Thành lập tổ dân phố 2 trên cơ sở tổ dân phố 3 và tổ dân phố 6.
- Thành lập tổ dân phố 3 trên cơ sở tổ dân phố 7 và tổ dân phố 8.
- Thành lập tổ dân phố 4 trên cơ sở 3 tổ dân phố: 5, 9, 10.
- Thành lập tổ dân phố 5 trên cơ sở tổ dân phố 11 và tổ dân phố 12.
- Thành lập tổ dân phố 6 trên cơ sở 3 tổ dân phố: 13, 14, 15.
- Thành lập tổ dân phố 7 trên cơ sở tổ dân phố 19 và tổ dân phố 20.
- Thành lập tổ dân phố 8 trên cơ sở tổ dân phố 21 và tổ dân phố 22.
- Thành lập tổ dân phố 9 trên cơ sở tổ dân phố 16.
- Thành lập tổ dân phố 10 trên cơ sở 3 tổ dân phố: 17, 18, 25.
- Thành lập tổ dân phố 11 trên cơ sở 3 tổ dân phố: 23, 24, 30.
- Thành lập tổ dân phố 12 trên cơ sở tổ dân phố 32 và tổ dân phố 40.
- Thành lập tổ dân phố 13 trên cơ sở tổ dân phố 31 và tổ dân phố 33.
- Thành lập tổ dân phố 14 trên cơ sở tổ dân phố 28 và tổ dân phố 29.
- Thành lập tổ dân phố 15 trên cơ sở tổ dân phố 26 và tổ dân phố 27.
- Thành lập tổ dân phố 16 trên cơ sở 3 tổ dân phố: 34, 35, 36.
- Thành lập tổ dân phố 17 trên cơ sở tổ dân phố 37 và tổ dân phố 38.
- Thành lập tổ dân phố 18 trên cơ sở tổ dân phố 39.

Phường Minh Xuân có 18 tổ dân phố: 1, 2, 3, 4, 5, 6, 7, 8, 9, 10, 11, 12, 13, 14, 15, 16, 17, 18.
Ngày 16 tháng 6 năm 2025, Ủy ban Thường vụ Quốc hội ban hành Nghị quyết số 1684/NQ-UBTVQH15 của Ủy ban Thường vụ Quốc hội về việc sắp xếp các đơn vị hành chính cấp xã của tỉnh Tuyên Quang năm 2025. Theo đó, sắp xếp toàn bộ diện tích tự nhiên, quy mô dân số của các phường Ỷ La, Tân Hà, Phan Thiết, Minh Xuân, Tân Quang, xã Trung Môn và một phần của xã Kim Phú thành phường mới có tên gọi là phường Minh Xuân.